# Schlechtendalia peitan
Schlechtendalia peitan är en insektsart. Schlechtendalia peitan ingår i släktet Schlechtendalia och familjen långrörsbladlöss. Inga underarter finns listade i Catalogue of Life.